# 新居浜市立東中学校
新居浜市立東中学校（にいはましりつ ひがしちゅうがっこう）は、愛媛県新居浜市東雲町にある公立中学校。
2011年に第19回全国中学校駅伝大会女子の部で優勝した。

## 学区
高津小学校区、松の木町、宇高町四丁目

## 部活動
- 野球部
- バスケ部
- テニス部
- 剣道部
- 水泳部
- サッカー部
- バレー部
- バドミントン部
- 卓球部
- 美術部
- 合唱部
- 家庭科部
- 茶道部

## 学区が隣接している学校
- 新居浜市立川東中学校
- 新居浜市立南中学校
- 新居浜市立北中学校